# Exponate im Deutschen Museum Bonn
Die Liste enthält eine Auswahl von Exponaten, die das Deutsche Museum Bonn im Zeitraum zwischen seiner Gründung und seiner ab 2020 erfolgten Neuausrichtung auf das Thema künstliche Intellegenz zeigte. Viele der Exponate der Dauerausstellung waren mit bekannten Wissenschaftlern, Technikern und Erfindern, unter anderem mit den Nobelpreisträgern Manfred Eigen, Klaus von Klitzing, Georges J. F. Köhler, Rudolf Mößbauer, Erwin Neher und Wolfgang Paul verbunden. Bis Anfang 2024 wurden die Exponate im Zuge der Umgestaltung des Museums weitgehend abgebaut.

## Exponate zur Grundlagenforschung und Analysetechnik

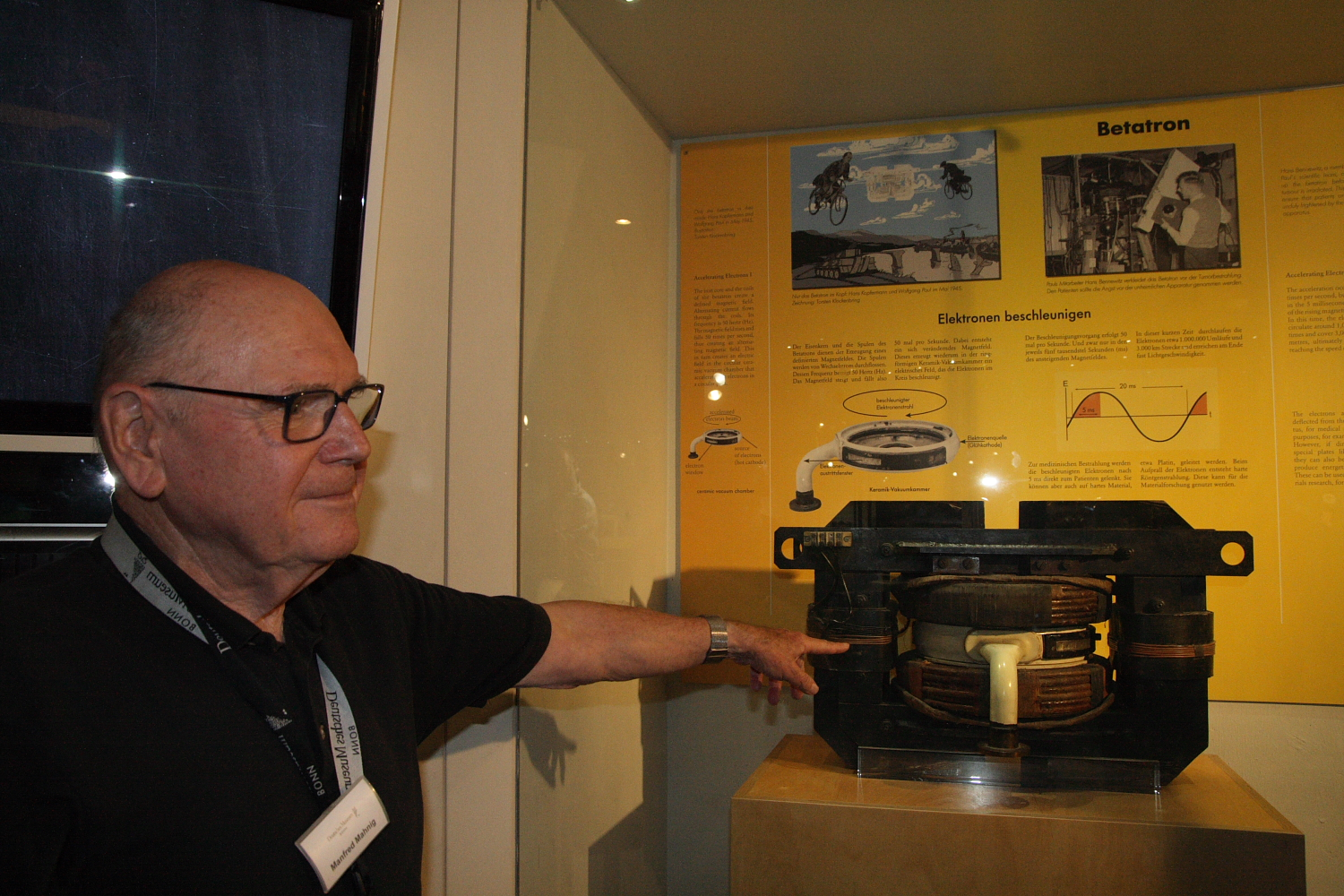
6 MeV Betatron

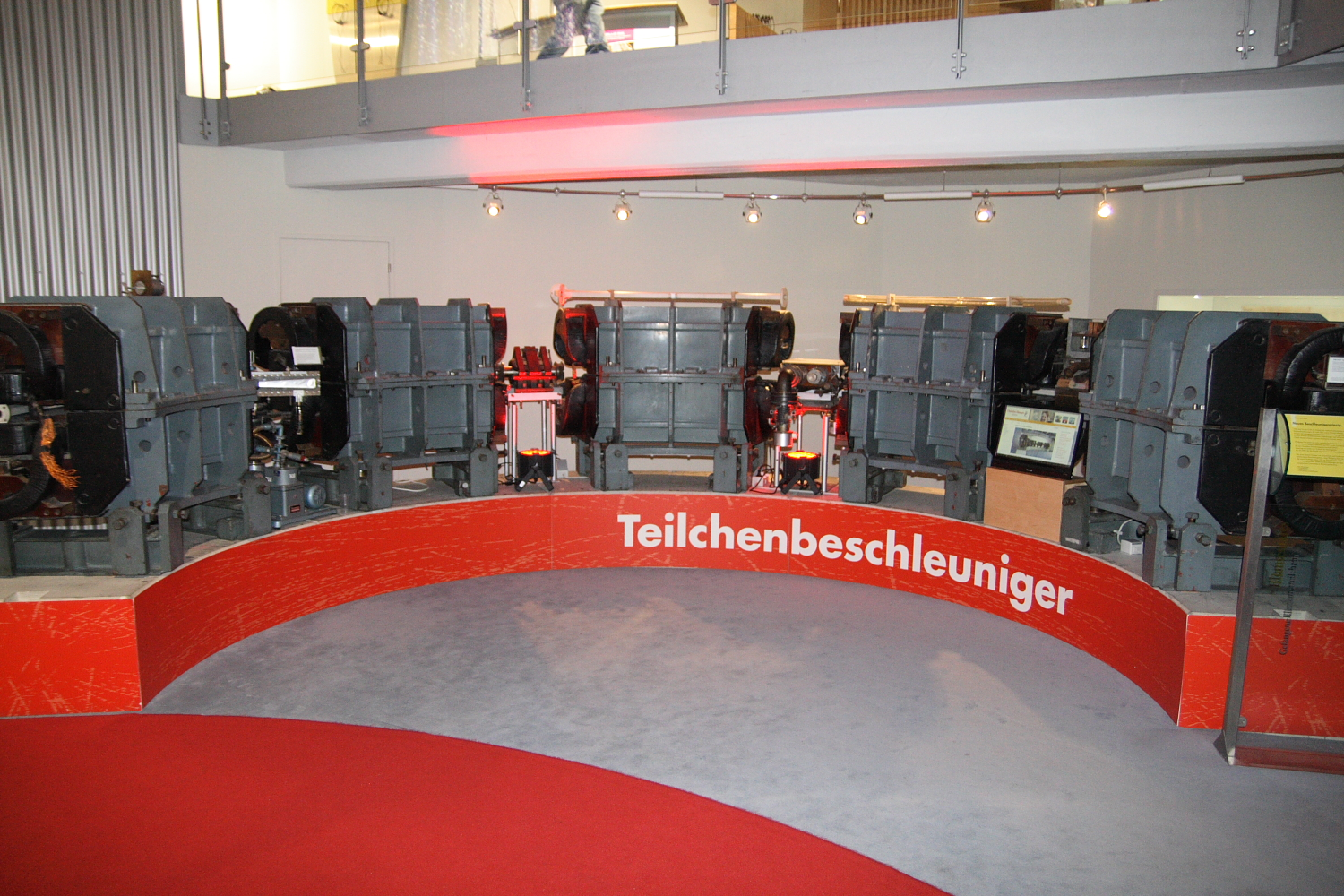
500 MeV Synchrotron

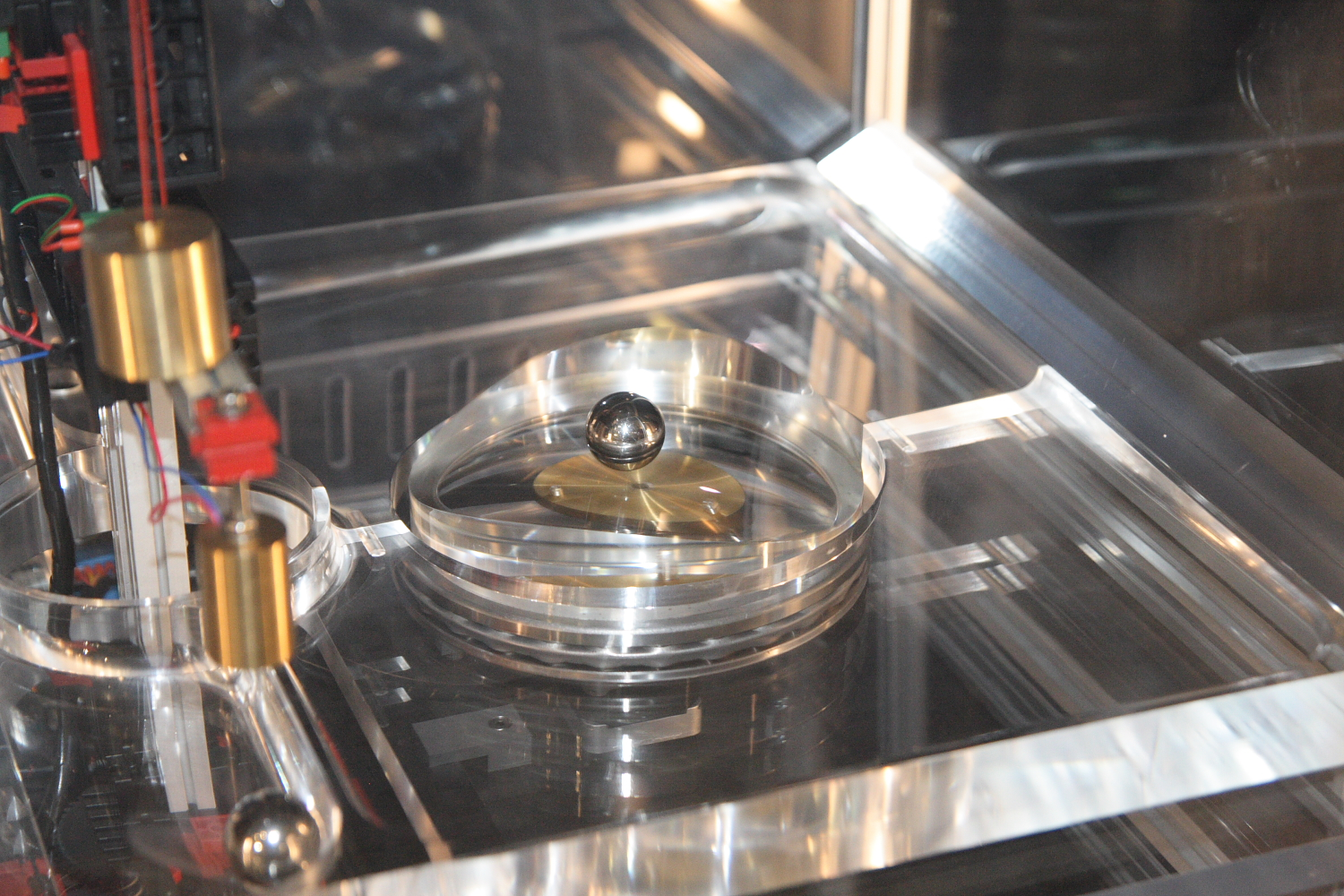
Modell einer Paul-Falle

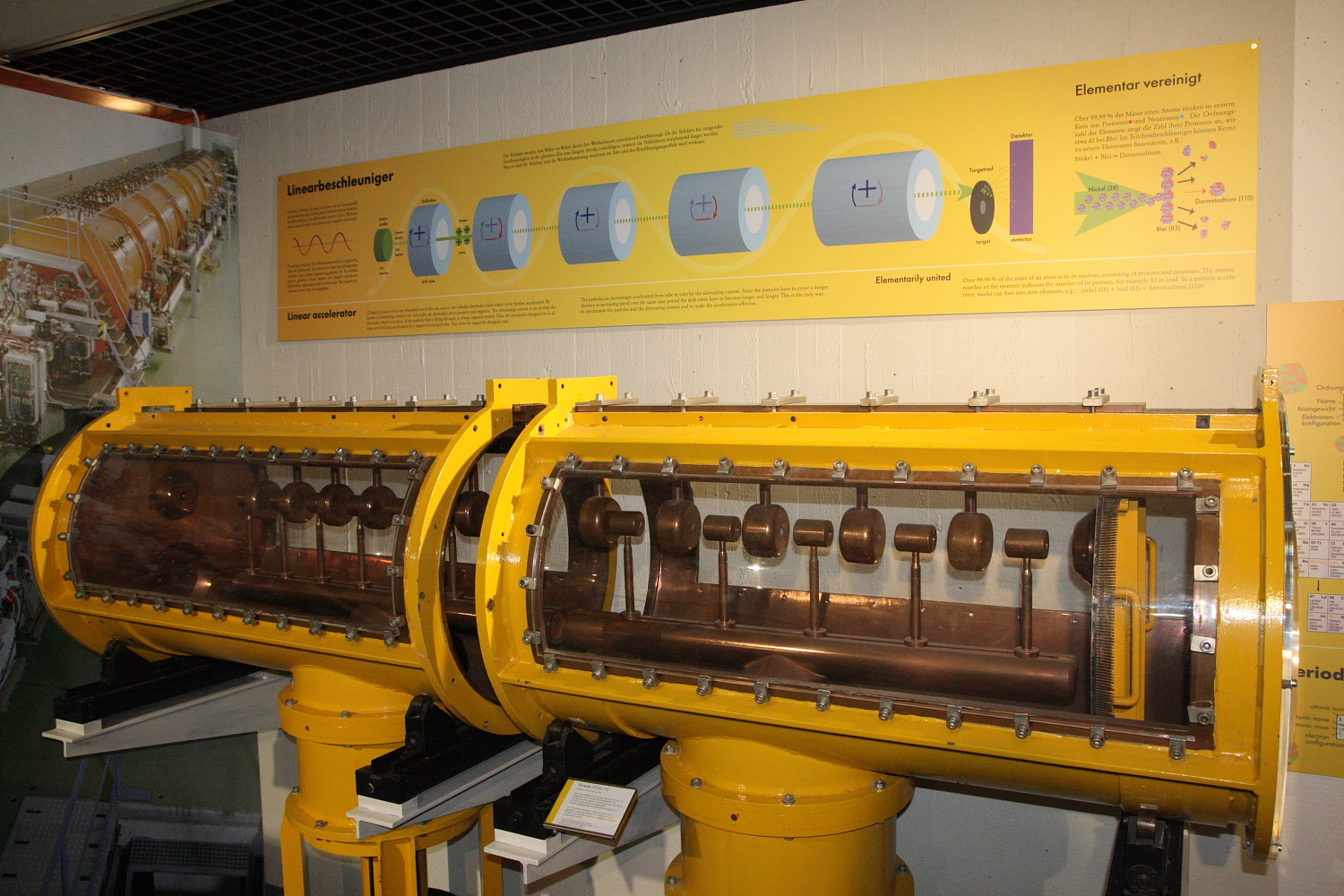
Linearbeschleuniger

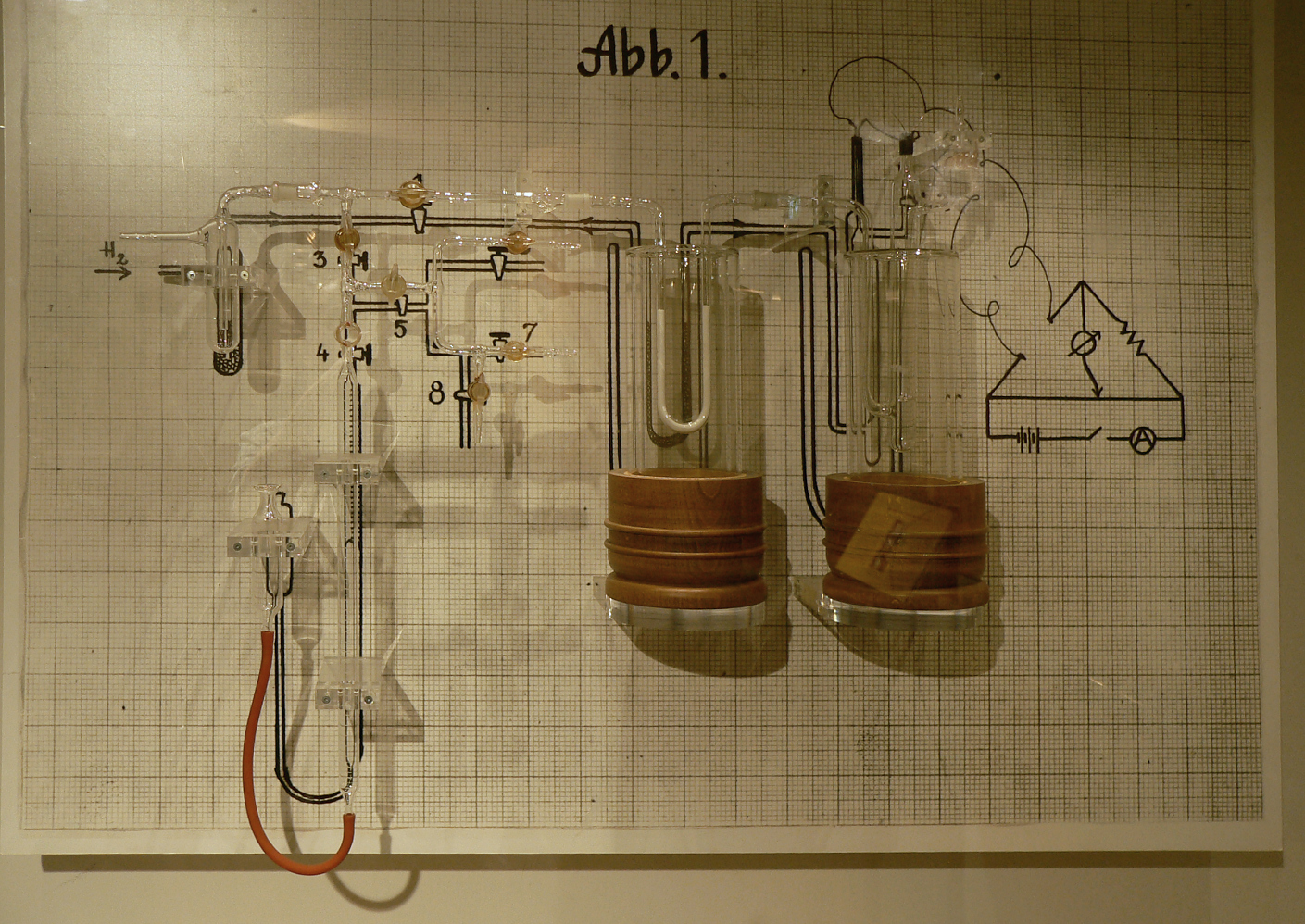
Erster Gaschromatograph

- 6 MeV Betatron, Kreisbeschleuniger für Elektronen, konstruiert von Konrad Gund, 1942–1944.[4]
- 5 Magnetsegmente des 500 MeV Synchrotron, Ringbeschleuniger, konstruiert von Wolfgang Paul, 1954–1958.[4]
- Ionenkäfig, konstruiert von Werner Neuhauser, Peter Toschek, Martin Hohenstadt, 1978.[4]
- Modell eines Paulschen Ionenkäfigs (Paul-Falle), konstruiert von Wolfgang Paul, 1989.[4]
- Nachbildung eines Ionenkäfigs, Original 1989 konstruiert von Herbert Walther, 1994.[4]
- Massenspektrometer ESQUIRE von Bruker Franzen Analytik GmbH Bremen, 1994.[4]
- Mößbauer-Antriebe für die Mößbauerspektroskopie, konstruiert von Egbert Kankeleit, 1958.[5]
- Mößbauer-Spektrometer von Wissenschaftliche Elektronik GmbH (WissEl) Starnberg, 1994.[5]
- Chip mit Siliziumprobe, mit dem Klaus von Klitzing im Hochfeld-Magnetlabor in Grenoble 1980 den Quanten-Hall-Effekt entdeckte (mit Faksimile des Laborbuchs).[6]
- Aufdampfanlage A 11 von der Leybold-Heraeus GmbH, mit der Wolfgang Krätschmer erstmals Fullerene synthetisiert hat, 1965.[7]
- Modell-Versuchsaufbau eines Linearbeschleunigers für neue Elemente (Bohrium, Hassium, Meitnerium, Darmstadtium, Roentgenium und Copernicium), 1995.[7]
- Nachbau des ersten Gaschromatografen, Original 1947 konstruiert von Erika Cremer, Ortwin Obleter, Fritz Prior, 1995.[8]
- Farbstoff-Ringlaser, Versuchsaufbau von Fritz Peter Schäfer, 1969.[8]
- Laborbuch von Georges Köhler zur Entdeckung der monoklonalen Antikörper, 1975.[9]
- Patch-Clamp-Meßplatz von Erwin Neher, Bert Sakmann, 1976.[9]
- Protonenmagnet vom Deutschen Elektronen-Synchrotron (DESY), 1992.[10]
- Neutrino-Teleskop zu Registrierung von Neutrinostrahlen, entwickelt vom DESY Zeuthen 1988 bis 2008.[10][11]
- Impedanzmessbrücke einer Original Feldsprunganlage, mit der Manfred Eigen und Leo de Maeyer Versuche zur Relaxation durchführten, 1955.[12]
- Evolutions-Maschine, ein computergesteuerter Bioreaktor, entwickelt von Manfred Eigen, Yuhuru Husimi, Andreas Schwienhorst, 1992.[12]
- Rastertunnel-Mikroskop, mit diesem Mikroskop hat Wolfgang M. Heckl 1993 die vier Basen-Bausteine der DNS einzeln mikroskopisch dargestellt und unterschieden.[12]

## Exponate zur Luft- und Raumfahrt
- Werkstofflabor der D2-Mission, 1981.[13]
- Modell des Kleinsatelliten BremSat.[14]
- Modell des Erdbeobachtungssatelliten ERS-1.[14]
- Wolter-Teleskop, Röntgenteleskop von Carl Zeiss Oberkochen, 1979. Das Nachfolgemodell wurde im Röntgen-Satellit ROSAT verbaut.[10]
- Augentonometer der D1-Mission zur Messung des Innendrucks der Augen, 1966 entwickelt von Jörg Draeger.[13]

## Exponate zur Magnetschwebetechnik

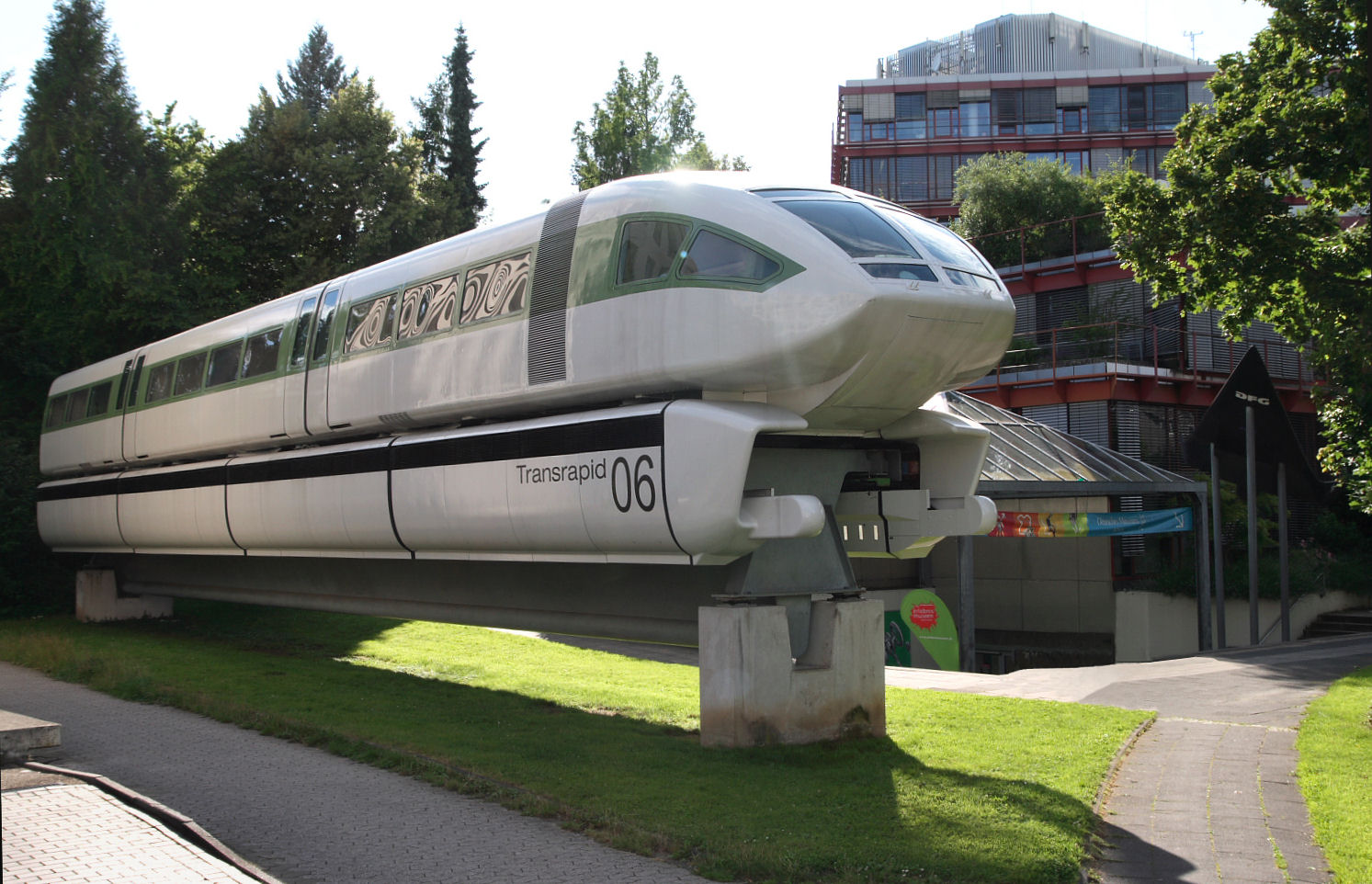
Transrapid 06 vor dem Museumseingang

- Nachbau eines Kemperschen Prüfstands, konstruiert von Hermann Kemper, 1970.[15]
- Transrapid 06, war im Einsatz auf der Transrapid-Versuchsanlage Emsland, 1982.[15]

## Exponate zur Computertechnik

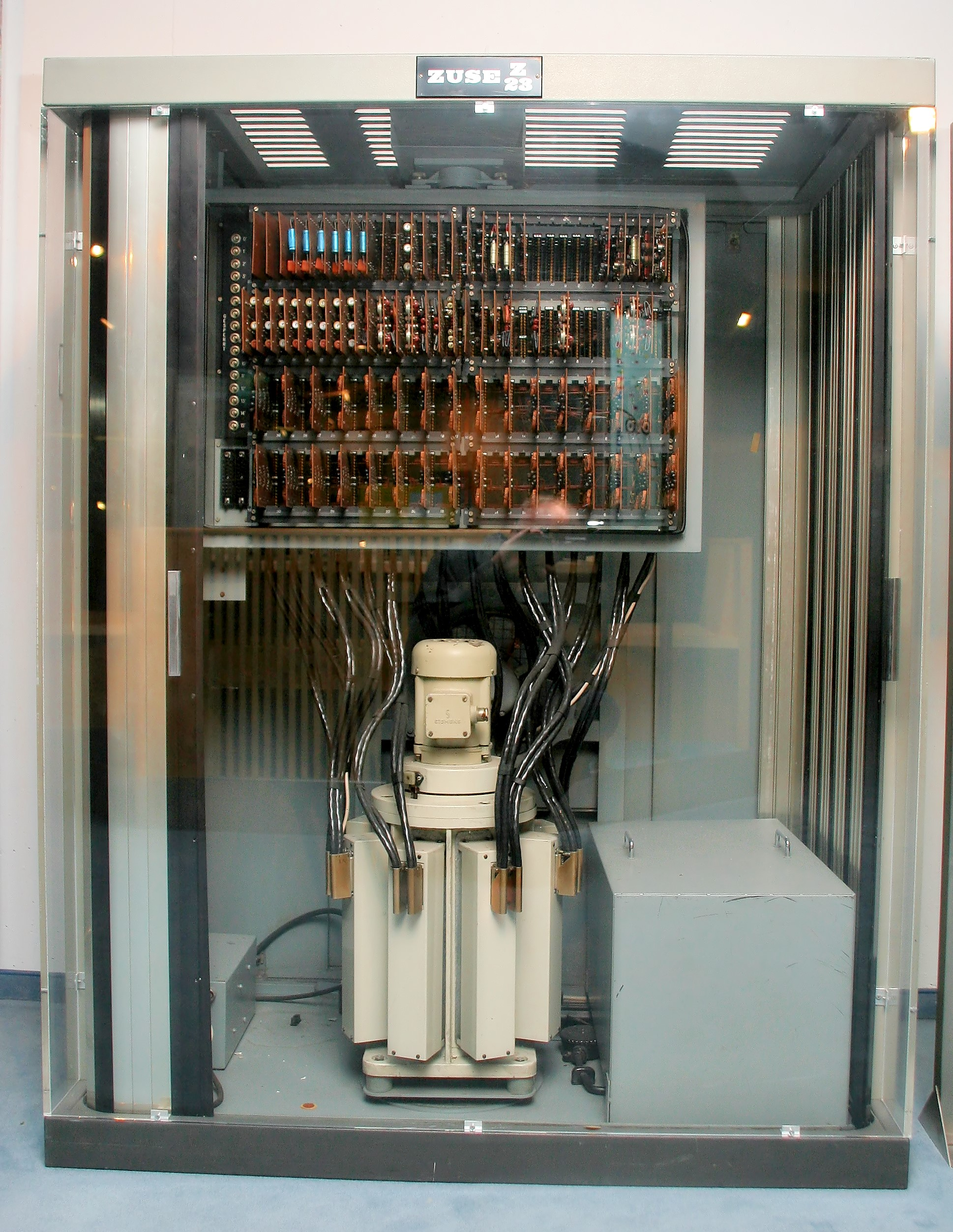
Zuse Z23

- Trommelschrank der Z23, konstruiert von Konrad Zuse, 1959. Die Z23 ist der erste Rechner mit Transistortechnik.[16]
- Rechenschrank des SUPRENUM (Superrechner für numerische Anwendungen), entwickelt von Ulrich Trottenberg, Wolfgang K. Giloi, 1989.[17]

## Exponate zur Zeitmessung

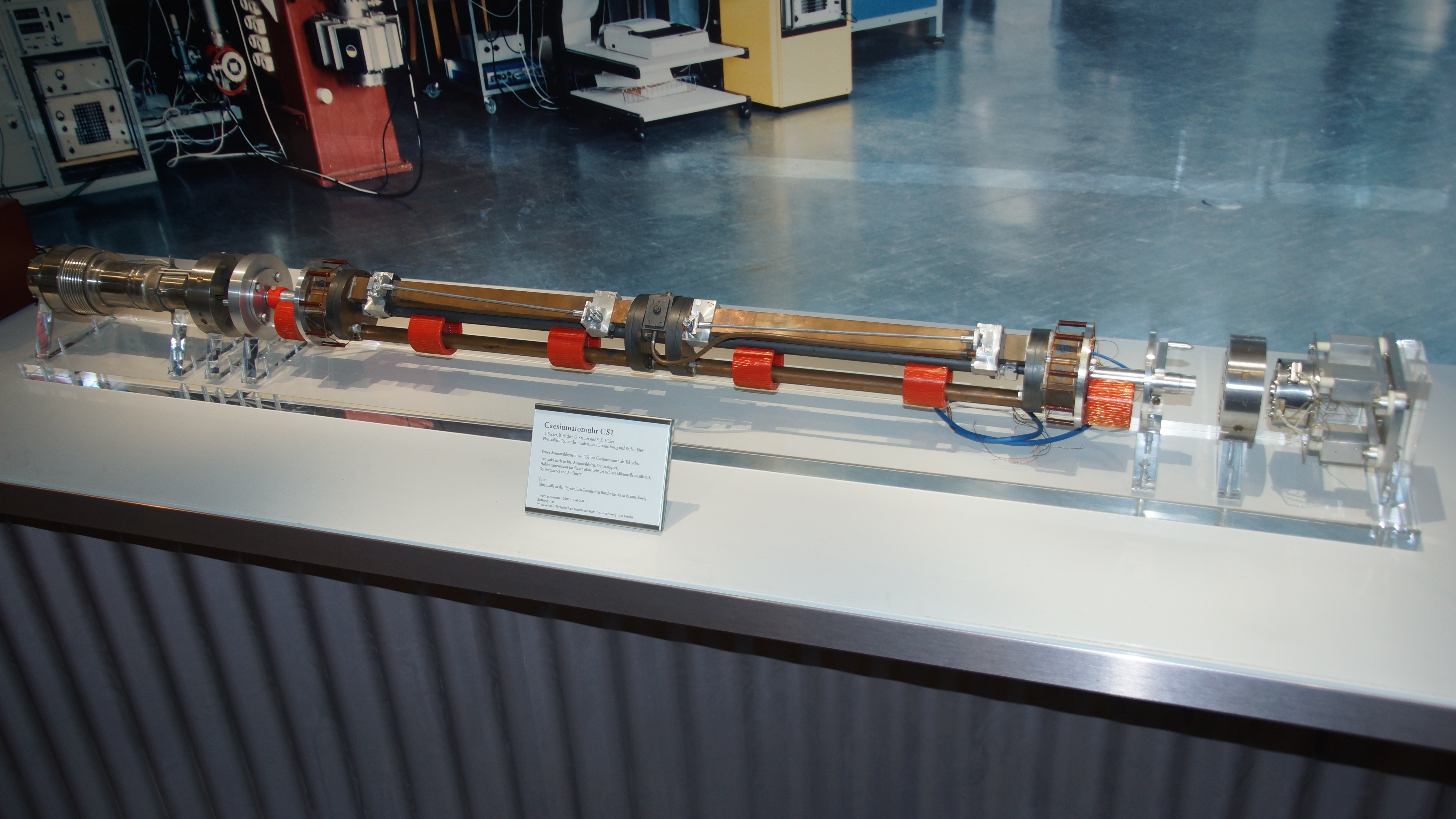
Cäsiumatomuhr CS1

- Caesiumatomuhr CS1, Physikalisch-Technische Bundesanstalt, 1969.[18]
- DCF 77-Empfänger, Physikalisch-Technische Bundesanstalt, 1974.[18]

## Exponate zur Medizintechnik
- Sonnenlicht-Koagulator für Operationen an der Netzhaut des Auges, entwickelt von Gerd Meyer-Schwickerath, 1949.[19]
- Prototyp des Stablinsenendoskops, entwickelt von Harold H. Hopkins, 1961.[17]
- Amniozentese-Nadeln zur Fruchtwasseruntersuchung, entwickelt von Jan Murken, Karl Knörr, Henriette Knörr-Gärtner, 1969.[20]
- Desinfektionsapparatur für die Endoskopie, entwickelt von Siegfried Ernst Miederer, 1976.[17]
- MACS-Magnet zur Sortierung von Zellgemischen, entwickelt von Stefan Miltenyi, Andreas Radbruch, 1994.[20]

## Exponate zur Biokybernetik
- Nachbau des Spangenglobus-Experiments im Jahr 1950 zur Untersuchung der Reaktion von Insekten auf optische Reize von Bernhard Hassenstein, Werner Reichardt, 1994.[19]
- Stabheuschrecke-Laufmaschine, konstruiert von Friedrich Pfeiffer, H.-J. Weidemann, 1992.[19]
- Versuchsaufbau zur Untersuchung des Laufverhaltens einer Stabheuschrecke von Holk Cruse, 1992.[19]

## Exponate zur Digitalisierung von Audiodaten

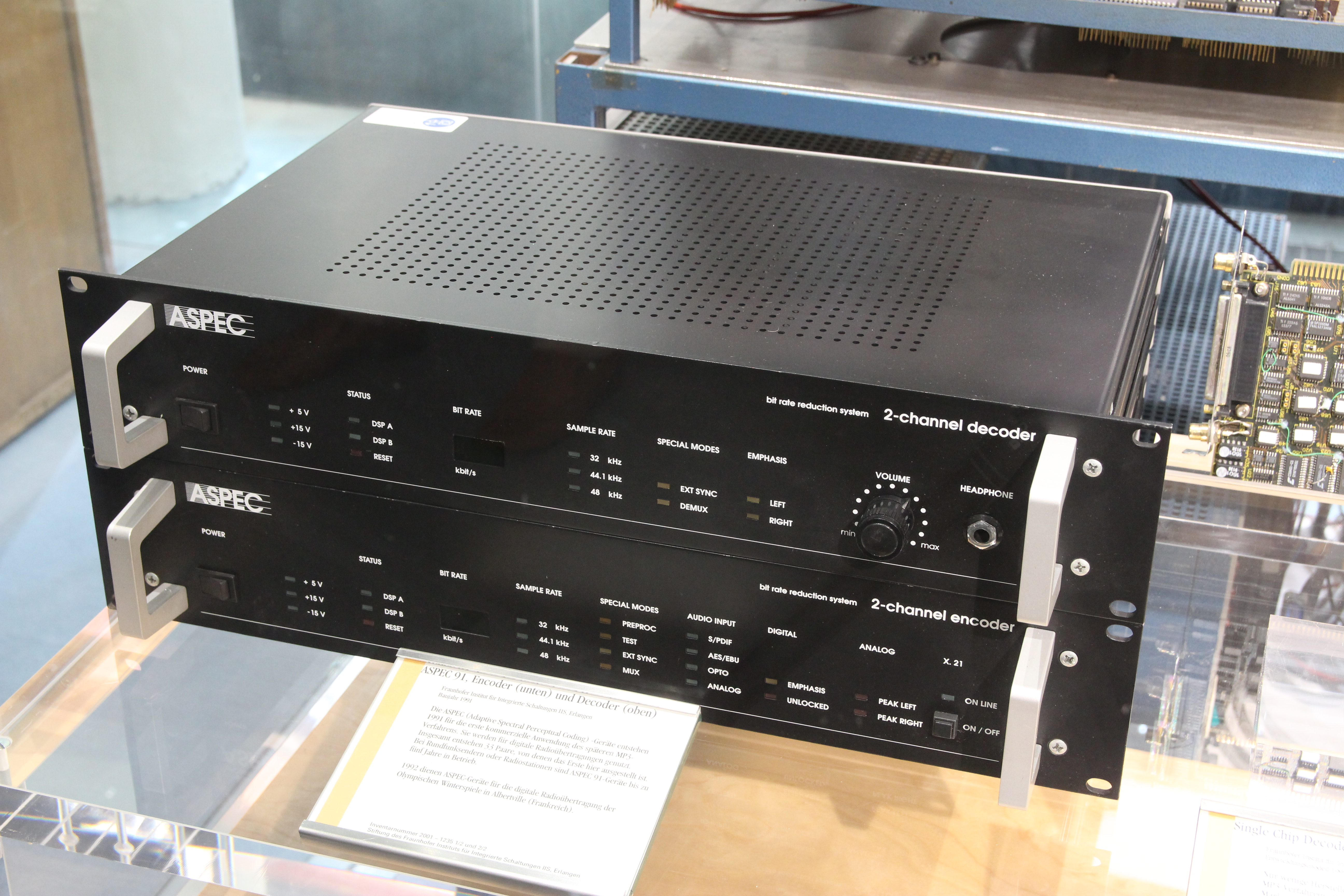
ASPEC 91

- Mixturtrautonium, konstruiert von Oskar Sala, 1952.[21]
- Erster Audio Echtzeit-Encoder, Entwicklungsmodell an der Universität Erlangen-Nürnberg, 1978–1984,[21]
- ASPEC 91 Encoder und Decoder (Adaptive Spectral Perceptual Coding), erste kommerzielle Anwendung des späteren MP3-Verfahrens, 1991.[21]

## Exponate zum Rundfunk

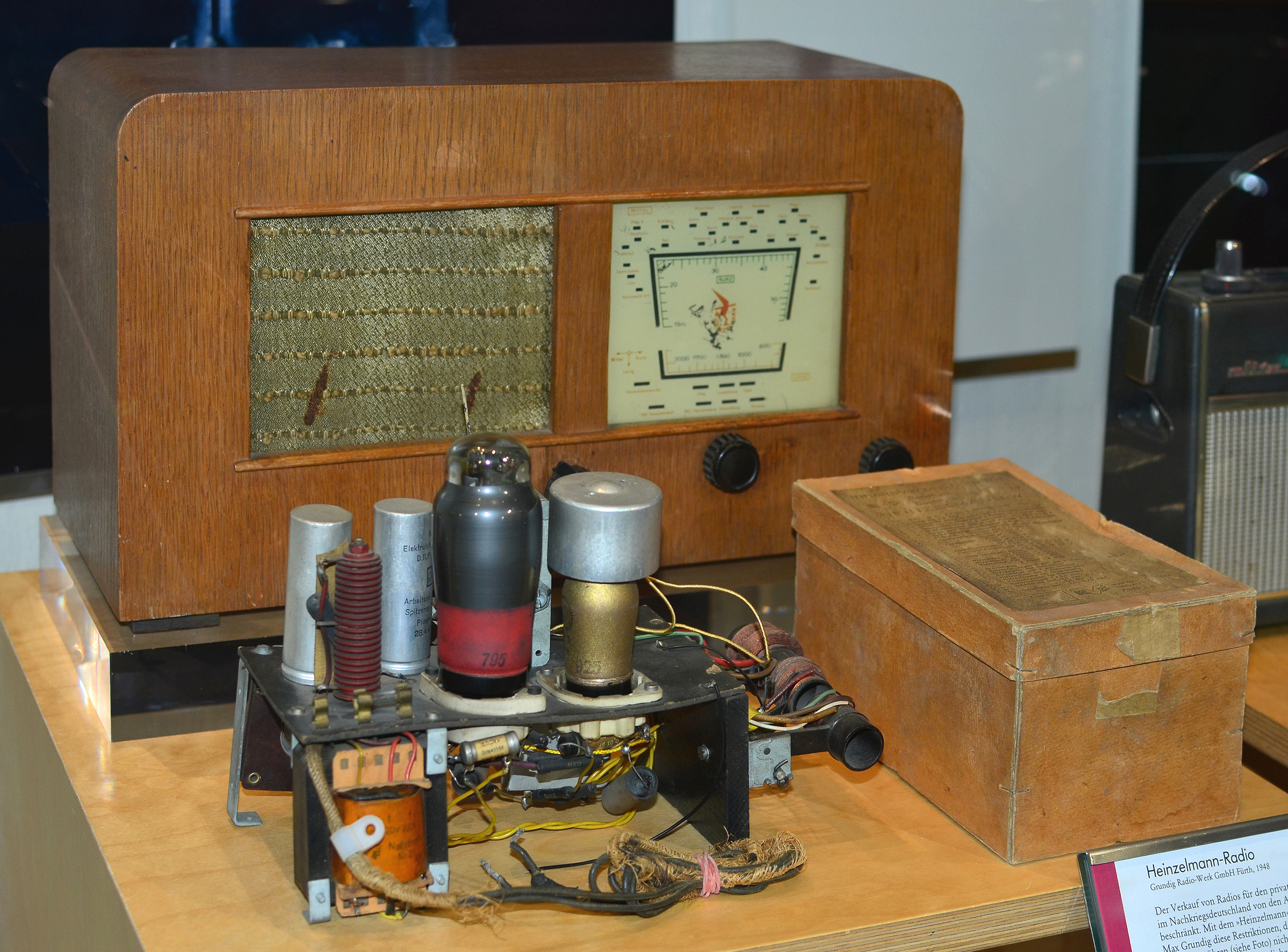
Heinzelmannradio

- Heinzelmann-Radio, Nachkriegsradio, 1946.[22]
- PAL-Demonstrationsaufbau, Walter Bruch entwickelte das PAL-Farbfernsehsystem, 1963.[22]
- Mesatransistoren

## Weitere Exponate
- Drehkolbenmotor DKM 54, entwickelt von Felix Wankel, 1956.[23]
- Erste Kaltlichtquelle, entwickelt von Karl Storz, 1960.[17]
- Elektronenstrahlkanone EH 1200, entwickelt von Manfred von Ardenne, 1970.[24]
- MBB COBRA, erste gelenkte Panzerabwehrrakete